# Першлахта
Першлахта — деревня в Плесецком районе Архангельской области.

## География
Находится в западной части Архангельской области на расстоянии приблизительно 113 км на юго-запад по прямой от административного центра района поселка Плесецк на левом берегу реки Кена при ее истоке из озера Кенозеро.

## История
В 1873 году здесь было учтено 28 дворов, в 1905 — 48 дворов. Тогда деревня входила в состав Вершининской волости Пудожского уезда Олонецкой губернии. С 2004 по 2016 год входила в Кенорецкое сельское поселение, с 2016 по 2021 год — в Конёвское сельское поселение, до его упразднения в связи с преобразованием городских и сельских поселений Плесецкого муниципального района путём их объединения и наделения вновь образованного муниципального образования статусом Плесецкого муниципального округа.

## Население
Численность населения: 188 человек (1873 год), 273 (1905), 80 (русские 100 %) в 2002 году, 66 в 2010.